# Hiawatha (Zug)

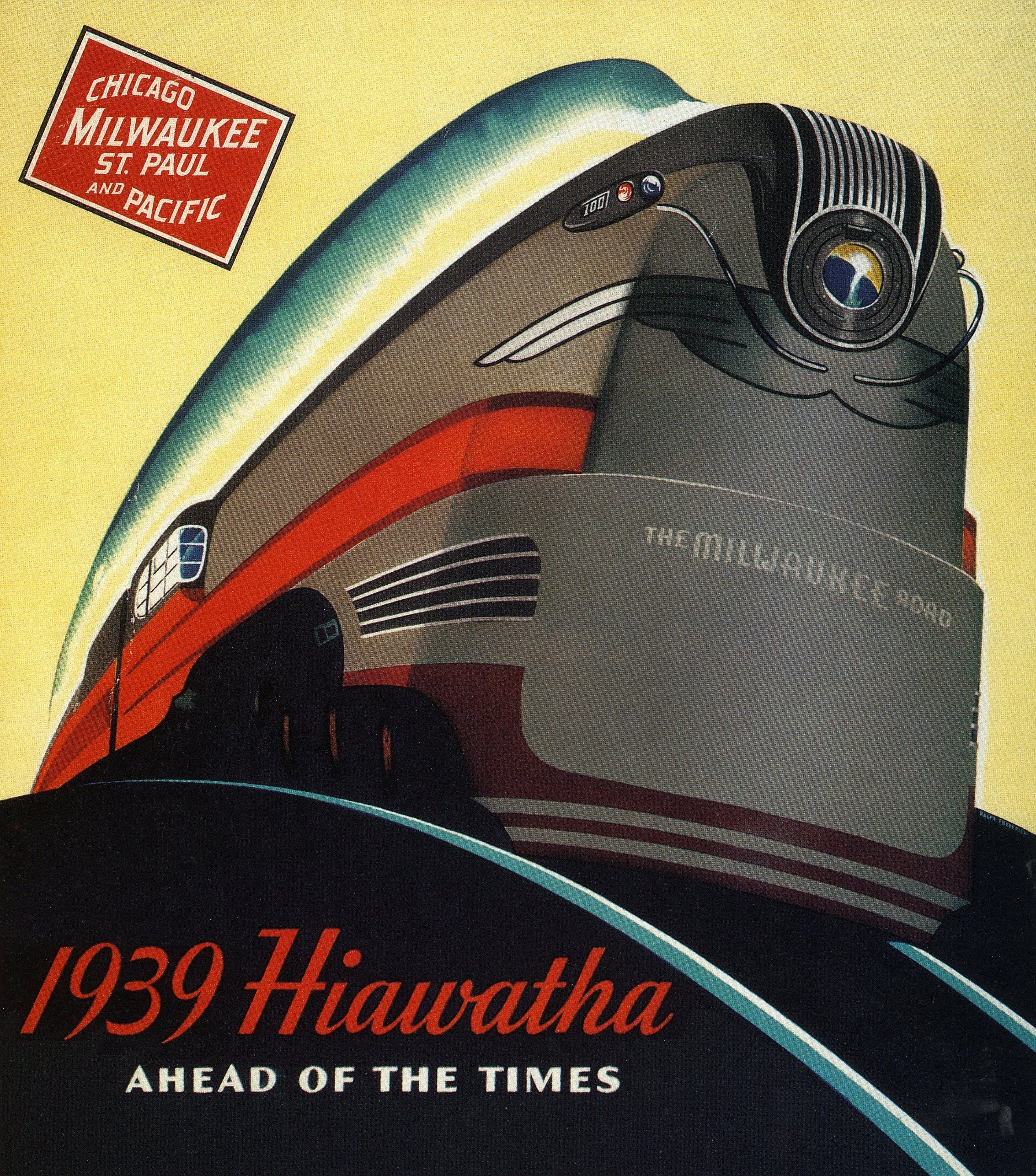
Plakat der Milwaukee Road von 1939 mit der stilisierten Hiawatha-Dampflok F7.

Hiawatha war der Name einiger luxuriöser Personenzüge der Chicago, Milwaukee, St. Paul and Pacific Railroad, auch bekannt als Milwaukee Road. Der Zug erhielt seinen Namen von dem bekannten Lied „The Song of Hiawatha“ von Henry Wadsworth Longfellow, der sich wiederum auf einen Indianer namens Hiawatha bezieht. Bis 1947 gab es fünf Zugläufe, die den Namen trugen: den „Twin Cities Hiawatha“ zwischen Chicago und der Doppelstadt Minneapolis/St. Paul, den „North Woods Hiawatha“ zwischen Chicago und Minocqua in Wisconsin über New Lisbon, den „Midwest Hiawatha“ als Flügelzug zwischen Chicago und Sioux Falls in South Dakota und Omaha in Nebraska, den „Chippewa Hiawatha“ zwischen Chicago und Ontonagon auf der nördlichen Halbinsel von Michigan sowie den „Olympian Hiawatha“ als transkontinentalen Paradezug zwischen Chicago und Seattle/Tacoma.

## Farbgebung

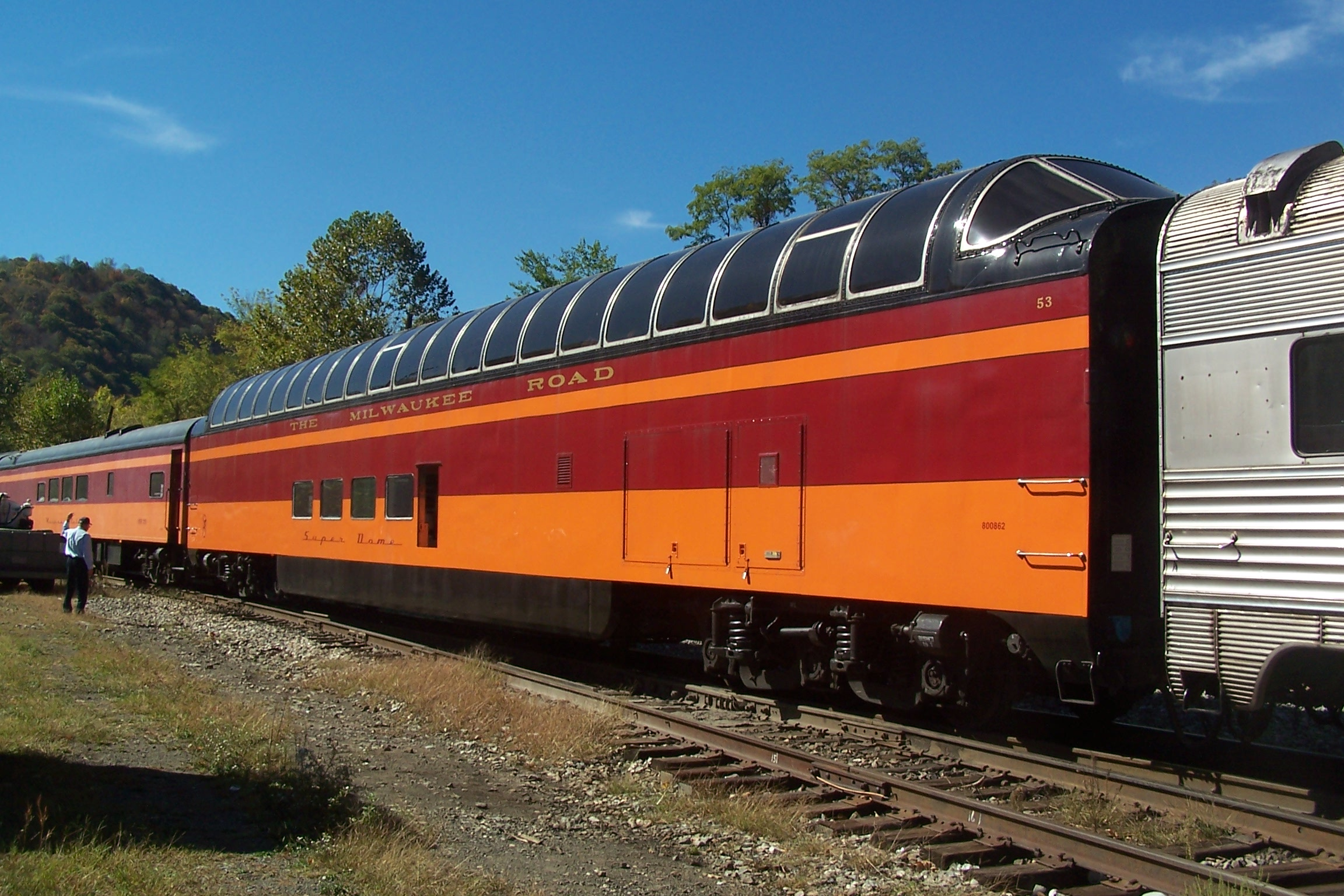
Super Dome Car in der um 1950 gültigen Farbgebung, eingereiht im Sonderzug New River Train in Hinton (West Virginia) (2007)

Ursprünglich waren die Wagenkästen der Züge in orangefarbenem Grundton, die Fensterbänder durchwegs kastanienbraun und die Fahrgestelle ockerbraun lackiert. Unterhalb des hellgrauen Daches war ein schmaler Streifen, der den goldfarbenen Schriftzug „The Milwaukee Road“ trug. Anfang der fünfziger Jahre wurde das Schema vereinfacht, die Dächer waren nun schwarz, der obere schmale Zierstreifen fiel weg und der Schriftzug war nun braun auf orangem Grund. Das Foto zeigt diese Variante, wie sie um 1950 üblich war. Da die Milwaukee Road ab 1955 die „City of...“ Züge der Union Pacific (UP) zwischen Chicago und Omaha betrieb und dafür einige Wagen in den gelben Farbton der UP umlackierte, entschied sich das Management schnell, alle für den Personenverkehr bestimmten Fahrzeuge auf das als pflegeleichter befundene „Armour Yellow“ umzustellen. Dieses Schema verwendete die Milwaukee Road bis zum Ende des Personenverkehrs.

## Twin Cities Hiawatha

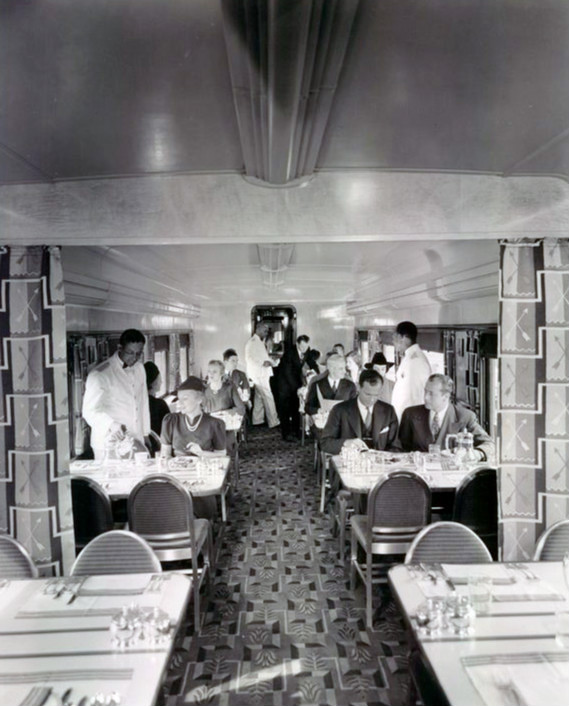
Speisewagen in einem Hiawatha (1959)

Der Twin Cities Hiawatha war der ursprüngliche Hiawatha; er begann seinen Betrieb zwischen Chicago und den Twin Cities am 29. Mai 1935. Den Zügen wurden Dampflokomotiven der Klasse A vorgespannt, die von Otto Kuhler entworfen und von Alco gebaut wurden. Sie sollten direkt mit dem Twin Cities Zephyr der Burlington Route und dem Twin Cities 400 der Chicago and North Western Railway konkurrieren.
Ab dem 21. Januar 1939 wurde ein zweites Zugpaar eingesetzt und in der Folge wurden beide Züge als Morning Hiawatha und Afternoon Hiawatha geführt, obwohl die Marke Twin Cities Hiawatha weiterhin verwendet wurde. 1947–1948 rüstete die Milwaukee Road die Twin Cities Hiawathas als Teil ihrer wichtigsten Zugverbindungen mit neuem Fahrzeugmaterial aus. Die Zugpaare Morning Hiawatha (Züge 5 und 6) und Afternoon Hiawatha (Züge 3 und 2) verkehrten zwischen Chicago und Minneapolis bis zum 23. Januar 1970, als letztgenannter Zug eingestellt wurde. Der Morning Hiawatha erlebte noch den Vorabend der Amtrak-Gründung am 30. April 1971.

## Regionalverbindungen
Der North Woods Hiawatha fuhr ab Juni 1936 mit älteren Wagen auf dem von der Bahnstrecke Chicago–Minnesota abzweigenden Ast von New Lisbon (Wisconsin) nordwärts nach Wausau, Minocqua und zum nahen Star Lake im Northern Highland Lake District. Zum Einsatz kamen stromlinienverkleidete Ten-Wheeler. Ab 1939 wurde der Zug außer 1943 in den Sommermonaten und in den Ferien über die Hauptstrecke von und nach Chicago verlängert. Ab 1951 war der Betrieb von und nach Chicago auf die Wochenenden beschränkt. 1956 wurde der Name Hiawatha für den Zuglauf aufgegeben und der Betrieb schließlich 1970 eingestellt.:91
Ab dem 11. Dezember 1940 wurden die Hiawatha-Wagen der ersten Generation von 1935 mitsamt den stromlinienförmigen Atlantic-Lokomotiven auf dem Zuglauf des Midwest Hiawatha zwischen Chicago und Omaha sowie Sioux City verwendet. Nach dem ersten Fahrplan wurden die 488 Meilen (785 km) von Chicago nach Omaha in 480 Minuten abgefahren. 1948 wurde die Verbindung mit neuem Wagenmaterial ausgestattet und bald darauf verdieselt. Die letzte Fahrt des Midwest Hiawatha fand am 29. Oktober 1955 statt. Am folgenden Tag übernahm die Milwaukee Road den Betrieb der Cities und der Challenger-Züge der Union Pacific. Die Challenger-Züge erschienen dabei im Fahrplan als Challenger-Midwest Hiawatha. Im April 1956 wurde der Name jedoch bereits wieder aufgegeben.:91–92
Der Chippewa Hiawatha nach Ontonagon wurde als dritter regionaler Hiawatha-Zuglauf im Fahrplan unter den Nummern 14 und 21 geführt. 1948 wurde er mit 1938 für den Twin Cities Hiawatha beschafften Beavertail-Salonwagen neu bestückt. Die Verdieselung des Zuges erfolgte 1950, jedoch wurde 1957 der Name Hiawatha und 1960 der komplette Zuglauf aufgegeben.:92

## Olympian Hiawatha
1947 wurde der Olympian Hiawatha als Langstreckenzug in den Pazifischen Nordwesten eingeführt. Die neuen Schlafwagen und Skytop-Kanzelwagen mit Schlafabteilen waren bis Ende 1948 und Anfang 1949 noch nicht ausgeliefert, so dass der Zug zunächst mit älteren Heavyweight-Wagen von Pullman verkehrte. Das Design entstammte den Händen des berühmten Industriedesigners Brooks Stevens aus Milwaukee. Die sechs eingesetzten Kanzelwagen unterschieden sich von denjenigen für den Twin Cities Hiawatha dadurch, dass sie statt Sitzen im hinteren Bereich acht Schlafabteile mit weniger Fenstern besaßen, dafür im Bereich der Aussichtskanzel mit mehr Glasflächen ausgestattet waren. Der Zug wurde am 22. Mai 1961 eingestellt und die Aussichts- und Kanzelwagen bald an die Canadian Pacific Railway verkauft.

## Amtrak

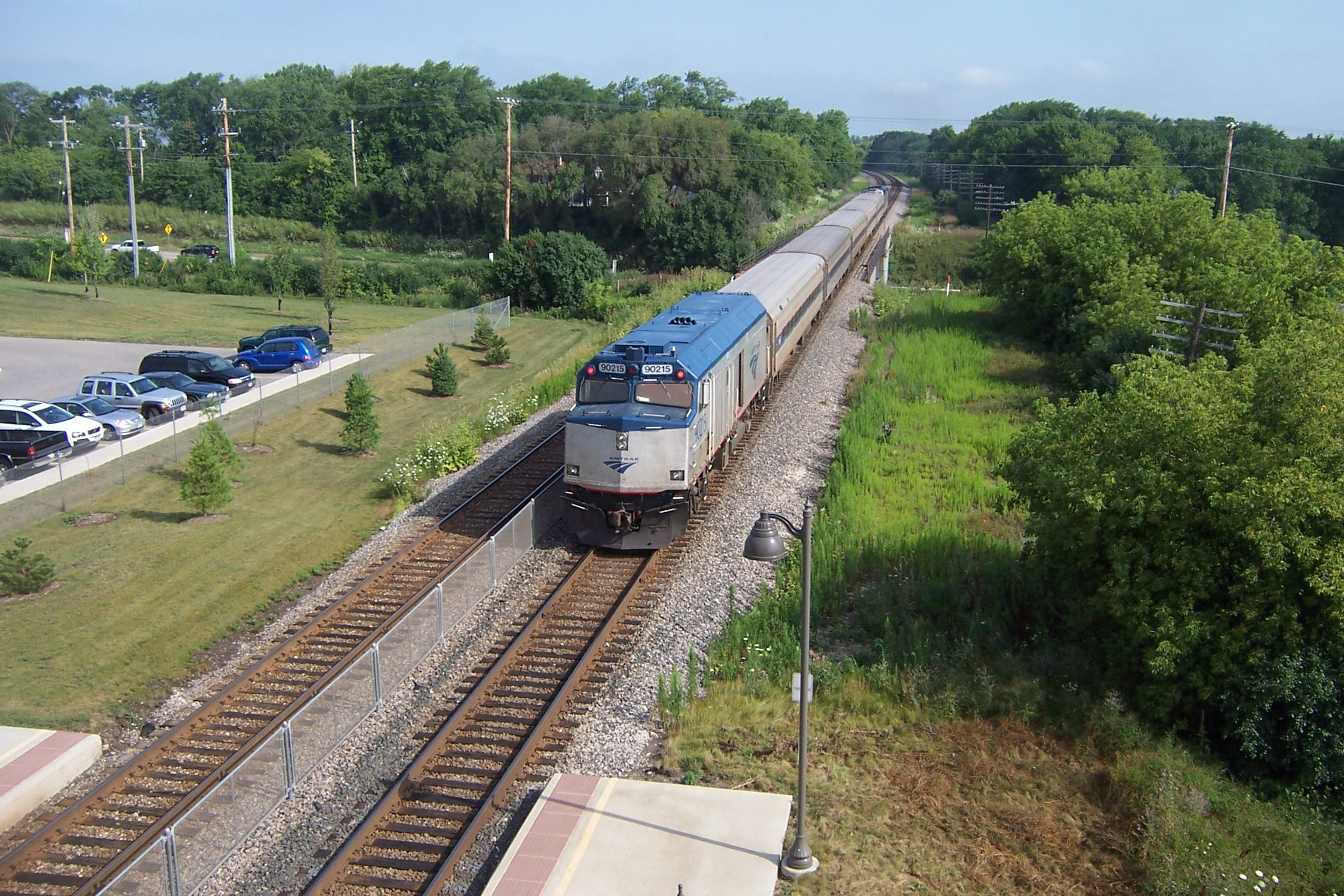
Hiawatha nach Milwaukee bei der Einfahrt in Sturtevant (2008)

Nach der Übernahme des Personenverkehrs durch Amtrak 1971 gab es bis 1979 einen North Coast Hiawatha zwischen Chicago und Seattle. Diese Verbindung befährt heute der Empire Builder.
Amtrak bedient heute mit dem Hiawatha Service den 138 km langen Korridor entlang des Michigansees zwischen Chicago und Milwaukee in Wisconsin. Von Montag bis Samstag fahren sieben Zugpaare, am Sonntag sind es sechs. 2009 sah Amtrak für eine Erweiterung und Verbesserung des Angebotes neue Talgo-Zuggarnituren vor. Das Projekt wurde vom neuen republikanischen Gouverneur von Wisconsin, Scott Walker, gestoppt.